# Halle Berry
Halle Berry (/ˈhæli/; sinh ngày 14 tháng 8 năm 1966 là nữ diễn viên người Mỹ, cựu người mẫu thời trang và nữ hoàng sắc đẹp. Berry đã đoạt một giải Emmy, giải Quả cầu vàng, giải SAG cùng giải NAACP Image cho phim Introducing Dorothy Dandridge và đoạt một Giải Oscar cho nữ diễn viên chính xuất sắc nhất đồng thời cũng được đề cử cho giải BAFTA năm 2001 cho vai diễn của chị trong phim Monster's Ball, trở thành nữ diễn viên người Mỹ gốc Phi đầu tiên – và tính tới năm 2017 – là phụ nữ Mỹ gốc Phi duy nhất đã đoạt giải Oscar cho nữ diễn viên chính xuất sắc nhất. Chị là một trong số nữ diễn viên được trả thù lao cao nhất ở Hollywood và cũng là phát ngôn viên của hãng mỹ phẩm Revlon. Chị cũng đã can dự vào việc sản xuất trong nhiều phim của mình.
Trước khi trở thành một nữ diễn viên, Berry đã tham gia một số cuộc thi sắc đẹp, đoạt chức Á hậu thứ nhất trong cuộc thi Miss USA (1986), và đứng hạng 6 trong cuộc thi Hoa hậu Thế giới năm 1986. Vai diễn đột phá trong phim truyện của chị là trong phim Jungle Fever (1991). Điều này đã mang lại cho chị các vai diễn trong các phim The Flintstones (1994), Bulworth (1998), X-Men (2000) cùng các phần tiếp theo của phim này, và vai Bond Girl Jinx trong phim Die Another Day (2002). Chị cũng nhận Giải Mâm xôi vàng cho diễn viên nữ chính tồi nhất năm 2005 cho vai diễn trong phim Catwoman và đã đích thân tới nhận giải.
Đã từng ly dị với cầu thủ bóng chày David Justice và nhạc sĩ Eric Benét, Berry lại sống chung không hôn thú với người mẫu Gabriel Aubry ở Québec từ tháng 11 năm 2005 tới tháng 4 năm 2010. Họ có một con gái tên Nahla Ariela Aubry, sinh ngày 16.3.2008.

## Thời niên thiếu
Berry có tên khai sinh là Maria Halle Berry, nhưng đã đổi thành tên Halle Maria Berry cách hợp pháp trong năm 1971. Cha mẹ của Berry đã chọn tên đệm cho chị từ tên Halle's Department Store, thời đó là điểm mốc địa phương tại Cleveland, Ohio nơi sinh của chị. Mẹ chị, Judith Ann (nhũ danh Hawkins), là một nữ y tá ở bệnh viện tâm thần. Người cha của chị - Jerome Jesse Berry - một người Mỹ gốc Phi là người phục vụ trong bệnh viện ở cùng khu bệnh tâm thần nơi mẹ chị làm việc; sau đó ông làm nghề lái xe bus. Bà ngoại của Berry, Nellie Dicken, sinh tại Sawley, Derbyshire, Anh, còn ông ngoại của chị, Earl Ellsworth Hawkins, sinh tại Ohio. Cha mẹ Berry ly dị khi chị mới 4 tuổi; Berry và người chị ruột Heidi được mẹ nuôi nấng. Berry từng nói trong các bản tin xuất bản rằng chị xa lạ với người cha ngay từ tuổi ấu thơ, năm 1992 chị ghi nhận: "Tôi không hề nghe tin tức về cha từ khi ông bỏ chúng tôi. Có thể là ông không còn sống".
Berry tốt nghiệp trường Bedford High School, rồi vào làm việc ở khu bán hàng cho trẻ em của tiệm bách hóa Higbee's. Sau đó chị theo học trường Cuyahoga Community College. Thập niên 1980, chị tham gia nhiều cuộc thi sắc đẹp, đoạt danh hiệu Miss Teen toàn nước Mỹ năm 1985 và Miss Ohio USA năm 1986. Tại cuộc thi Miss USA năm 1986, chị đoạt danh hiệu Á hậu 1, sau hoa hậu Christy Fichtner của Texas. Trong phần thi phỏng vấn các thí sinh ở cuộc thi Miss USA 1986 này, chị nói rằng mình hy vọng sẽ trở thành một nghệ sĩ tạp diễn hoặc làm nghề gì đó liên quan tới ngành truyền thông đại chúng, và câu trả lời này đã được Ban giám khảo cho điểm cao nhất. Chị là người Mỹ gốc Phi đầu tiên dự cuộc thi Hoa hậu Thế giới 1986 và lọt vào Top 7, còn người đoạt danh hiệu hoa hậu thế giới trong cuộc thi này là Giselle Laronde người Trinidad và Tobago.

## Sự nghiệp diễn xuất: 1989–2002
Cuối thập niên 1980, Berry tới Illinois để theo đuổi sự nghiệp người mẫu và diễn xuất. Một trong số dự án diễn xuất đầu tiên của chị là loạt phim truyền hình cho đài truyền hình dây cáp địa phương của Gordon Lake Productions gọi là Chicago Force. Năm 1989, Berry đóng vai Emily Franklin trong loạt phim truyền hình không tồn tại lâu của đài ABC tên là Living Dolls (một sản phẩm phụ của phim Who's the Boss?), nhưng trong khi thu hình chị đã bị ngất xỉu hôn mê và được chẩn đoán là bị bệnh tiểu đường. Chị tiếp tục diễn xuất trở lại trong loạt phim từng kỳ kéo dài phát vào giờ cao điểm Knots Landing. Năm 1992, Berry đã được phân vai diễn như người yêu trong video clip cho đĩa hát đơn " Honey Love của R. Kelly.

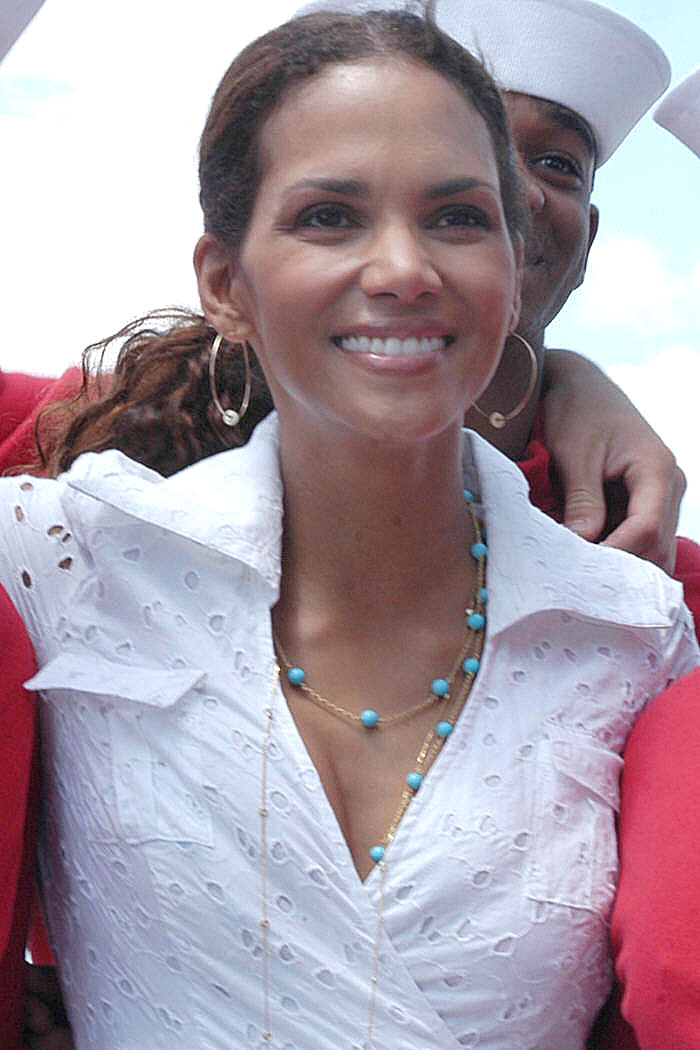
Berry thăm các thủy thủ và thủy quân lục chiến trong ngày khai mạc Fleet Week (Tuần Hạm đội) New York 2006

Vai đột phá của chị trong một phim truyện là vai diễn trong phim Jungle Fever của Spike Lee, trong đó chị đóng vai người nghiện ma túy tên Vivian. Vai chính diễn cặp (với nam diễn viên) đầu tiên của chị là trong phim Strictly Business (1991). Năm 1992, Berry đóng vai một phụ nữ yêu thích sự nghiệp nhưng lại yêu Eddie Murphy trong phim hài lãng mạn Boomerang. Cùng năm, chị chiếm được sự chú ý của công chúng khi đóng vai người nô lệ mang 2 dòng máu bướng bỉnh trong phiên bản chuyển thể truyền hình Queen: The Story of an American Family, dựa trên quyển sách của Alex Haley. 
Đóng vai một người trước đây nghiện ma túy đấu tranh để giành lại quyền chăm nom đứa con trai của mình trong phim Losing Isaiah (1995), Berry quyết tâm đóng một vai nghiêm túc hơn trong vai chính diễn cặp với Jessica Lange. Chị đóng vai Sandra Beecher trong phim Race the Sun(1996), dựa trên một câu chuyện có thật, và cùng đóng vai chính với Kurt Russell trong phim Executive Decision. Bắt đầu từ năm 1996, chị làm nữ phát ngôn viên cho hãng mỹ phẩm Revlon trong 7 năm và năm 2004 đã gia hạn hợp đồng.
Năm 1997, Halle đóng vai chính cùng với Deselle Natalie Reid trong phim hài B * A * P * S. Mặc dù bị các nhà phê bình phê phán nghiêm khắc, nhưng nó cũng cho thấy sự linh hoạt trong diễn xuất của Halle. Năm 1998, Berry nhận được lời khen ngợi cho vai diễn ở phim Bulworth trong vai một người phụ nữ thông minh. Cùng năm đó, chị đóng vai ca sĩ Zola Taylor, một trong 3 người vợ của ca sĩ nhạc pop Frankie Lymon, trong phim tiểu sử Why Do Fools Fall in Love. Trong phim tiểu sử Introducing Dorothy Dandridge của hãng truyền hình HBO năm 1999, chị đóng vai người phụ nữ da đen đầu tiên được đề cử cho Giải Oscar cho nữ diễn viên chính xuất sắc nhất. Diễn xuất của Berry đã mang lại cho chị nhiều giải thưởng, trong đó có một giải Emmy và một Giải Quả cầu vàng.
Berry đóng vai cá thể đột biến siêu anh hùng Storm trong cuốn phim chuyển thể từ loạt sách hài X-Men (2000) cùng các phần tiếp theo, X2: X-Men United (2003) và X-Men: The Last Stand (2006). Năm 2001, Berry xuất hiện trên phim Swordfish, trong đó có cảnh khỏa thân đầu tiên của chị. Ban đầu, chị từ chối diễn cảnh để trần phần trên cơ thể tắm nắng, nhưng sau đó đã đổi ý khi hãng phim Warner Brothers nâng tiền thù lao lên đáng kể. Cảnh phơi bày ngực trần ngắn ngủi này đã mang lại cho chị thêm 500.000 dollar tiền thù lao. Berry coi những chuyện này là tin đồn và đã nhanh chóng phủ nhận chúng. Sau khi đã từ chối nhiều vai đòi phải khỏa thân, chị nói rằng mình đã quyết định nhận vai (khỏa thân phần trên) trong phim Swordfish vì chồng chị - Benét - ủng hộ và khuyến khích chị thử liều xem sao.
Năm 2001, Berry xuất hiện trong vai Leticia Musgrove, vợ của một kẻ giết người bị xử tử, trong phim Monster's Ball. Vai này đã mang lại cho chị Giải Oscar cho nữ diễn viên chính xuất sắc nhất cùng nhiều giải khác.
Có một sự trùng hợp thú vị là chị trở thành người Mỹ gốc Phi đầu tiên đoạt được Giải Oscar cho nữ diễn viên chính xuất sắc nhất do vai diễn trong phim này, trong khi mới bắt đầu sự nghiệp, chị đã đóng vai Dorothy Dandridge, người Mỹ gốc Phi đầu tiên được đề cử cho giải Oscar cho nữ diễn viên xuất sắc nhất). Hiệp hội quốc gia nhằm thăng tiến người da màu (National Association for Advancement of Colored People, viết tắt là NAACP) đã đưa ra phát biểu: "Xin chúc mừng Halle Berry và Denzel Washington vì việc cho chúng tôi hy vọng và làm cho chúng tôi tự hào. Nếu đây là một dấu hiệu cho thấy Hollywood cuối cùng cũng đã sẵn sàng cho cơ hội và đánh giá việc diễn xuất dựa trên kỹ năng chứ không căn cứ trên màu da thì đó là một điều tốt". Vai diễn của chị cũng gây ra tranh cãi. Cảnh yêu đương khỏa thân sinh động của Berry với một nhân vật phân biệt chủng tộc do nam diễn viên ngôi sao Billy Bob Thornton đóng là đề tài của nhiều cuộc trò chuyện trên phương tiện truyền thông và thảo luận giữa các người Mỹ gốc Phi. Nhiều người trong cộng đồng người Mỹ gốc Phi đã chỉ trích Berry vì đã diễn cảnh này. Berry đã trả lời:. "Tôi không thực sự thấy có lý do gì để nói tới chuyện này nữa. Đó là một phim độc đáo. Cảnh đó là đặc biệt, then chốt và cần thiết, và một kịch bản thực sự đặc biệt sẽ đòi hỏi một cái gì đó như thế một lần nữa. "

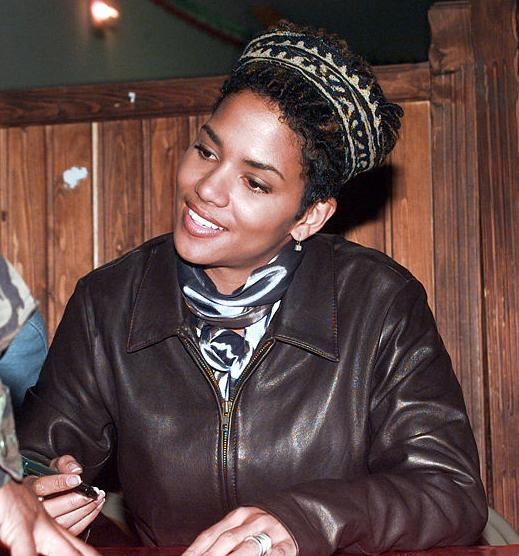
Berry ký bút tích của mình cho các binh sĩ Mỹ ở Bosna và Hercegovina, ngày 24.12.1996

Sau khi đoạt giải Oscar, Berry đã đòi hãng Revlon trả thù lao cao hơn cho việc quảng cáo của mình, và Ron Perelman, giám đốc hãng mỹ phẩm này đã chúc mừng chị, nói rằng ông ta sung sướng biết bao khi chị làm người mẫu cho công ty của ông. Chị đã đáp lại: "Tất nhiên, chỉ cần ông trả thêm tiền cho tôi thôi." Perelman đã giận dữ bỏ đi. Khi nhận giải thưởng, chị đã đọc bài phát biểu tôn vinh các nữ diễn viên da đen trước đây chưa bao giờ có cơ hội đoạt giải. Một năm sau, khi chị trao giải Oscar cho nam diễn viên chính xuất sắc nhất, thì diễn viên đoạt giải Adrien Brody đã chạy lên sân khấu, và thay vì hôn nhanh vào má chị theo tiêu chuẩn, anh ta đã hôn Berry lâu.

## Thành công quốc tế

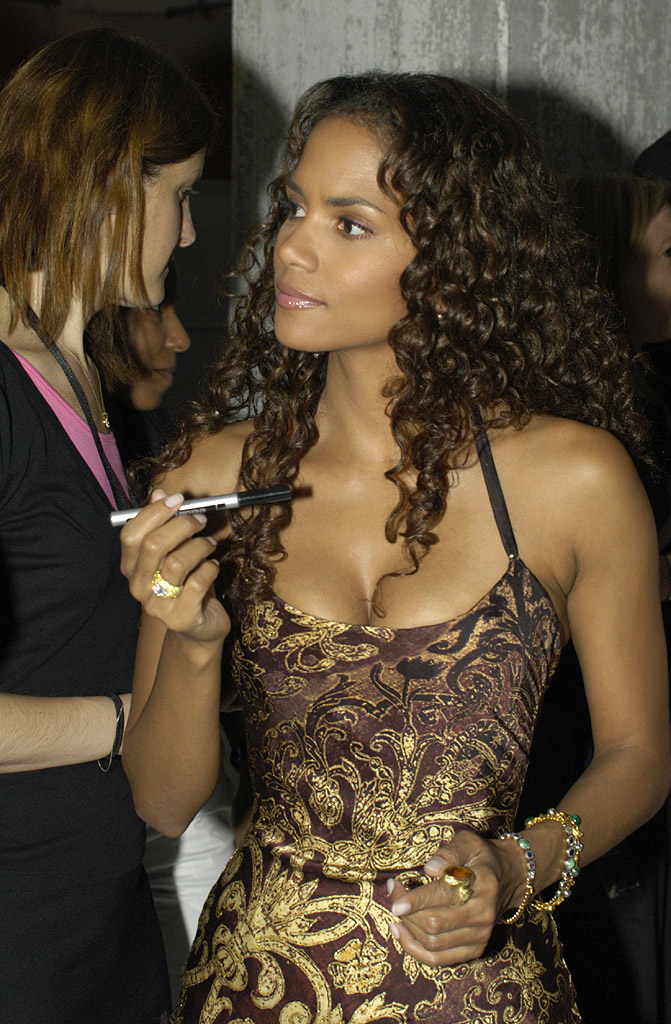
Berry ở Hamburg năm 2004

Trong vai Giacinta 'Jinx' Johnson, một người tình của James Bond trong phim được quảng cáo mạnh Die Another Day (2002), Berry đã tái tạo một cảnh từ phim Dr. No, nổi lên từ làn sóng nước để được James Bond chào đón như Ursula Andress 40 năm trước đây. Lindy Hemming, người thiết kế trang phục cho phim "Die Another Day", đã nằng nặc yêu cầu Berry mặc bộ bikini và mang một dao nhíp làm tặng phẩm. Berry đã nói về cảnh này: "Nó hấp dẫn", "thú vị", "sexy", "kích thích" và "nó sẽ vẫn khiến tôi nhớ tới sau khi đoạt giải Oscar". Cảnh mặc bikini được quay ở Cadiz; địa điểm này (lúc đó) theo tường trình là lạnh và gió lớn, nên đoạn phim được quay nhanh khi Berry không quấn quanh người bằng các khăn dày, để tránh cho chị khỏi bị lạnh. Theo một cuộc thăm dò tin tức của đài ITV, Jinx được bình chọn là cô gái cứng cỏi thứ tư trên màn hình từ trước tới nay. Berry đã bị thương trong lúc quay phim khi mảnh vỡ từ một quả lựu đạn khói bay vào mắt chị. Mảnh vỡ này đã được lấy ra trong một phẫu thuật dài 30 phút.
Sau khi Berry đoạt giải Oscar, nhà sản xuất phim "X-Men 2" đã thuê viết lại các kịch bản để dành cho chị nhiều thời gian diễn xuất hơn cho phim X2. Berry nói trong cuộc phỏng vấn cho phim X2 rằng chị sẽ không đóng trở lại vai Storm trừ khi nhân vật này có sự xuất hiện nhiều so với phiên bản truyện tranh.
Tháng 11 năm 2003, chị đóng vai chính trong phim tâm lý giật gân Gothika đối diện với Robert Downey Jr., trong khi đóng phim chị bị trật cánh tay. Downey phải diễn cảnh túm lấy cánh tay của chị và vặn, nhưng anh ta đã vặn quá mạnh. Việc sản xuất phim phải tạm dừng trong 8 tuần lễ. Đó là một phim thành công vừa phải về bán vé ở Hoa Kỳ, thu được 60 triệu dollar; nhưng thu thêm được 80 triệu dollar ở nước ngoài. Berry xuất hiện trong video nhạc của ban nhạc rock Limp Bizkit thâu bài "Behind Blue Eyes" cho dải ghi âm của phim. Cùng năm, chị được bầu chọn là #1 trong số 100 phụ nữ xexy nhất thế giới của tạp chí FHM. Năm 2004, Berry được bầu đứng thứ tư trong số 100 ngôi sao điện ảnh sexy nhất mọi thời đại của tạp chí Empire.
Berry nhận 12,5 triệu dollar thù lao cho vai chính cùng tên trong phim Catwoman, một phim tốn hết 100 triệu dollar; ngay tuần đầu, phim đã thu được 17 triệu dollar. Chị cũng đoạt Giải Mâm xôi vàng cho diễn viên nữ chính tồi nhất năm 2005 cho vai diễn này. Chị đã có mặt trong buổi lễ để đích thân nhận giải (trở thành người thứ ba – và là diễn viên thứ hai – đích thân tới nhận giải này) với óc hài hước, coi đây là kinh nghiệm của điểm thấp nhất để sẽ được ở điểm cao nhất. Một tay cầm giải Oscar còn tay kia cầm giải Mâm xôi vàng, chị phát biểu: "Suốt đời tôi không hề nghĩ rằng mình sẽ được ở đây, đoạt một giải Mâm xôi vàng. Tôi không từng mơ ước được ở đây, nhưng cảm ơn các bạn. Khi tôi là một đứa trẻ, mẹ tôi nói với tôi rằng nếu con không thể là người thua cuộc cách vui vẻ, thì sau đó không có cách nào con có thể là một người chiến thắng mà không kiêu ngạo". Quỹ bảo vệ động vật đã khen ngợi lòng thương mèo của Berry để dập tắt các lời đồn rằng chị đã giữ một con hổ Bengal từ nhóm động vật sử dụng ở phim Catwoman như một "con vật cưng".
Sau đó Berry xuất hiện trên phim truyền hình Their Eyes Were Watching God (2005), do Oprah Winfrey sản xuất cho hãng ABC, một kịch bản chuyển thể từ tiểu thuyết của Zora Neale Hurston, trong đó Berry đóng vai Janie Crawford, một phụ nữ có tinh thần tự do mà những tập tục tình dục không theo lệ thường đã khiến cho các người đương thời với chị trong một cộng đồng nhỏ ở thập kỷ 1920 khó chịu. Chị đã được đề cử một giải Emmy cho phim truyền hình này. Cùng lúc đó, chị lồng tiếng cho nhân vật Cappy, một trong nhiều sinh vật máy móc trong bộ phim hoạt họa Robots (2005).

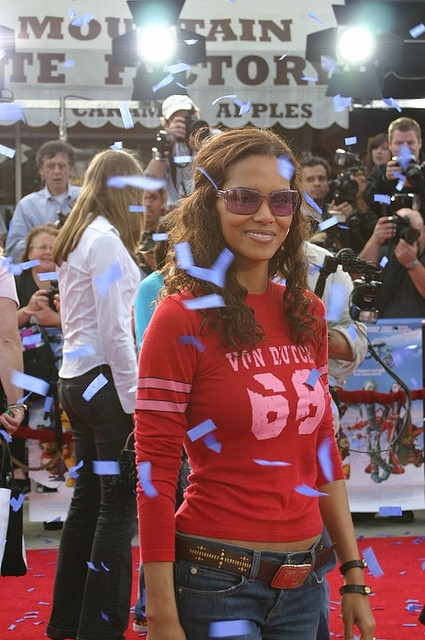
Berry trên thảm đỏ trong phim Robots

Năm 2006, Berry, Pierce Brosnan, Cindy Crawford, Jane Seymour, Dick Van Dyke, Tea Leoni, và Daryl Hannah đã đấu tranh thành công trong việc chống xây dựng nhà máy sản xuất khí hóa lỏng Cabrillo Port được đề xuất ở ngoài bờ biển Malibu. Berry nói: "Tôi quan tâm đến không khí chúng ta hít thở, tôi quan tâm đến các sinh vật biển và hệ sinh thái của đại dương". Tháng 5 năm 2007, thống đốc Arnold Schwarzenegger đã phủ quyết việc xây dựng nhà máy này. Hasty Pudding Theatricals đã tặng giải Woman of The Year 2006 cho chị.
Berry tham gia vào việc sản xuất phim và truyền hình. Chị làm nhà sản xuất điều hành phim Introducing Dorothy Dandridge năm 1999, và Lackawanna Blues năm 2005. Berry vừa sản xuất vừa đóng vai chính trong phim kinh dị Perfect Stranger với Bruce Willis và trong Things We Lost in the Fire với Benicio del Toro. Sau đó Berry đóng vai chính trong phim Frankie and Alice, trong đó chị đóng vai Frankie Murdoch một phụ nữ trẻ người Mỹ đa sắc tộc bị chứng rối loạn căn tính phân ly, cố đấu tranh để bảo toàn con người đích thật của mình và không nhận một nhân cách chủng tộc thay đổi. Chị đã được nhận Giải của Hiệp hội các nhà phê bình phim Mỹ gốc Phi cho nữ diễn viên chính xuất sắc nhất và được đề cử cho Giải Quả cầu vàng cho nữ diễn viên phim chính kịch xuất sắc nhất.
Berry là một trong các nữ diễn viên được trả thù lao cao nhất ở Hollywood, chị kiếm được 10 triệu dollar mỗi phim. Tháng 7 năm 2007, chị đứng đầu danh sách 40 nhân vật nổi tiếng phi thường nhất thế giới về điều gì đó của tạp chí In Touch. Ngày 3.4.2007, chị được thưởng một ngôi sao trên Đại lộ Danh vọng Hollywood trước mặt Kodak Theatre tại 6801 Đại lộ Hollywood cho các đóng góp của chị vào kỹ nghệ điện ảnh.
Trong nhiều năm, Berry đã là hình ảnh quảng cáo cho hãng mỹ phẩm Revlon và hãng Versace. Tháng 3 năm 2008, Công ty nước hoa Coty Inc. đã ký hợp đồng với Berry để đưa ra thị trường sản phẩm nước hoa đầu tay của chị. Berry đã rất vui mừng, nói rằng mình đã tạo ra các loại nước hoa của riêng mình ở nhà bằng cách pha trộn các hương liệu.

## Đời tư

### Các cuộc hôn nhân

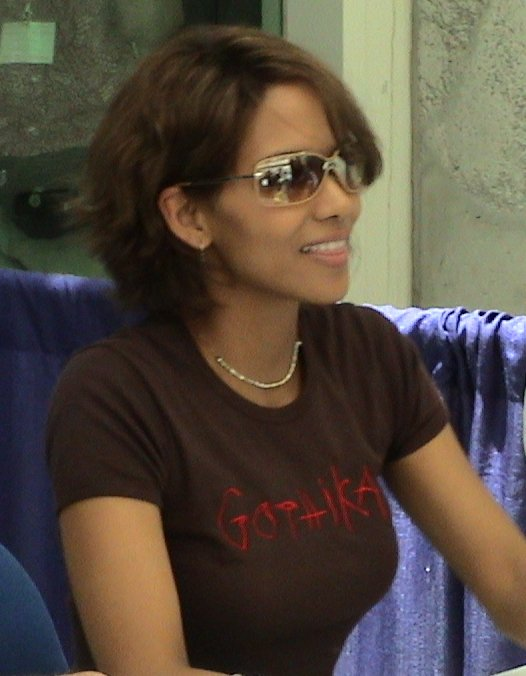
Berry tại Comic-Con International 2003 ở San Diego, California

Berry đã kết hôn 2 lần. Cuộc hôn nhân lần đầu của chị là với cựu cầu thủ bóng chày David Justice, ngay sau nửa đêm ngày 1 tháng 1 năm 1993. Cặp vợ chồng này ly thân năm 1996 và cuộc ly dị của họ hoàn tất trong năm 1997. Justice chơi cho đội Atlanta Braves là đội bóng mới nổi tiếng trong đầu thập niên 1990. Cặp vợ chồng này thấy khó duy trì mối quan hệ của họ, trong khi chồng chơi bóng chày còn vợ thì đi đóng phim ở nơi khác. Berry đã tuyên bố công khai rằng chị đã rất chán nản sau khi chia tay với Justice mà chị coi như đã lấy đi cuộc sống của mình, nhưng chị không thể chịu nổi ý nghĩ là mẹ mình sẽ tìm thấy xác mình.
Cuộc hôn nhân thứ nhì của Berry là với nhạc sĩ Eric Benét. Họ gặp nhau năm 1997 và kết hôn vào đầu năm 2001 trên một bãi biển ở Santa Barbara. Berry cho rằng Benet đã giúp đỡ sau khi chị dính líu vào một vụ va chạm giao thông trong tháng 2 năm 2000, trong đó chị bị chấn động não và rời khỏi hiện trường trước khi cảnh sát đến. Một số phương tiện truyền thông phàn nàn rằng việc phạt tội gây ra va chạm xe của chị là quá nhẹ; chị cũng là người lái xe được cho là gây ra vụ đụng xe 3 năm trước kia, nhưng không bị phạt. Vụ việc đã trở thành đề tài giễu cho các diễn viên hài. Berry đã chấp nhận không tranh cãi (nolo contendere), làm việc phục vụ cộng đồng, nộp phạt và chịu thử thách trong 3 năm. Một vụ kiện dân sự đã được giải quyết ngoài tòa án.
Họ ly thân năm 2003. Sau khi ly thân, Berry nói rằng: "Tôi muốn yêu, và tôi sẽ tìm được tình yêu, hy vọng như vậy." Khi còn kết hôn với Benét, Berry đã nhận cô con gái nuôi, India. Cuộc ly dị đã hoàn tất trong tháng 1 năm 2005.
Berry đã là nạn nhân của việc bạo hành trong gia đình, nên nay chị làm việc để giúp các nạn nhân khác. Năm 2005 chị nói: "Bạo hành trong gia đình là điều mà tôi đã biết ngay từ khi còn nhỏ. Mẹ tôi đã là nạn nhân của nó.

### Sống chung ngoài hôn thú và Tranh chấp quyền chăm sóc con
Tháng 11 năm 2005, Berry bắt đầu sống chung với Gabriel Aubry, một nam siêu mẫu người Pháp-Canada, kém chị 9 tuổi. Họ gặp nhau ở cuộc chụp hình người mẫu (photoshoot) của hãng Versace. Sau 6 tháng quan hệ với Aubry, chị nói trong một cuộc phỏng vấn: "Tôi thực sự hạnh phúc trong cuộc sống cá nhân, một cái gì đó mới lạ đối với tôi. Anh biết đấy, Tôi không phải là cô gái có các quan hệ tốt nhất".
Có một lúc, Berry đã cho biết rằng chị đã từng dự tính nhận các con nuôi, nhưng kinh nghiệm khi diễn vai người mẹ trong phim Things We Lost In The Fire đã gợi cho chị khả năng sẽ sinh con. Sau khi bác bỏ các tin đồn lúc đầu, tháng 9 năm 2007 chị xác nhận rằng mình đã có thai 3 tháng. Berry sinh một con gái ngày 16.3.2008 ở Trung tâm Y khoa Cedars-Sinai tại Los Angeles, đặt tên là Nahla Ariela Aubry. Nahla có nghĩa là "ong mật" trong tiếng Ả Rập; Ariela trong tiếng Hebrew có nghĩa là "sư tử cho Chúa". Berry đã thuê các vệ sĩ bảo vệ an ninh ngay sau khi nhận được các đe dọa phân biệt chủng tộc từ một kẻ quấy rối với đứa con chưa sinh ra của mình, nói rằng con của chị sẽ bị "chặt thành trăm mảnh".
Có một lúc, Berry cho biết mình không định kết hôn lần nữa, nhấn mạnh rằng cuộc sống lứa đôi (hiện nay) đã đầy đủ, không cần phải kết hôn. Chị nói rằng mình hy vọng sẽ có thêm đứa con thứ hai ngay tức thì. Aubry nói với tạp chí In Touch: "Tôi muốn Nahla sẽ có đứa em vào năm 2009."
Ngày 30.4.2010, có tin nói rằng Berry và Aubry đã ly thân. Nhiều ngày sau, người đại diện của Berry xác nhận là quan hệ giữa cặp này đã chấm dứt: "Họ đã chia tay từ ít lâu nay, nhưng vẫn là bạn của nhau và là cha mẹ tận tụy với con gái của họ". Họ đã vạch ra một thỏa thuận tài trợ 50/50 và chia đôi quyền chăm sóc con, với một luật sư của gia đình, nhưng TMZ cho biết là việc này chưa kết thúc. Ngày 30.12.2010, Aubry đã nộp các tài liệu ở tòa thượng thẩm Los Angeles, xin tòa chính thức công nhận tư cách làm cha của anh ta (đối với Nahla) và cấp một bản án cho anh ta và Berry chung quyền chăm sóc về mặt pháp lý và vật chất đối với con gái của họ. 
Ngày 31.01.2011, người đại diện của Berry nói với tạp chí People rằng Berry đã rút lui không làm phim New Year's Eve nữa, để dành thời gian cho việc tranh chấp quyền nuôi con bởi vì nữ diễn viên "có sự lo lắng nghiêm trọng cho hạnh phúc của con gái khi ở dưới sự chăm sóc lâu dài của người cha, và sẵn sàng thực hiện mọi bước cần thiết để che chở con gái". Các nhà báo cho rằng Berry "đã cố gắng giải quyết trực tiếp những vấn đề này một cách thân thiện với người cha của con gái..., nhưng do sự thiếu hợp tác của anh ta nên Halle đã không có lựa chọn nào khác, đành phải tìm kiếm sự can thiệp nhanh chóng của luật pháp" Ngày hôm sau, Aubry đã trả lời qua người đại diện rằng anh ta "thất vọng về quyết định của Halle đã nói xấu không đúng về anh ta cách công khai và về các mục đích riêng của chị", tự gọi mình là "một người cha biết chăm nom chia phần chăm sóc Nahla". Aubry nói thêm rằng: "anh ta đã không để mình bị lôi kéo vào cuộc tranh chấp về việc sản xuất cuốn phim bị hủy bỏ" của chị và "cũng từ chối bộc lộ những vấn đề của họ trên báo chí làm như anh ta tin rằng điều này cuối cùng có thể làm hại cho con gái của họ".

## Trên phương tiện truyền thông

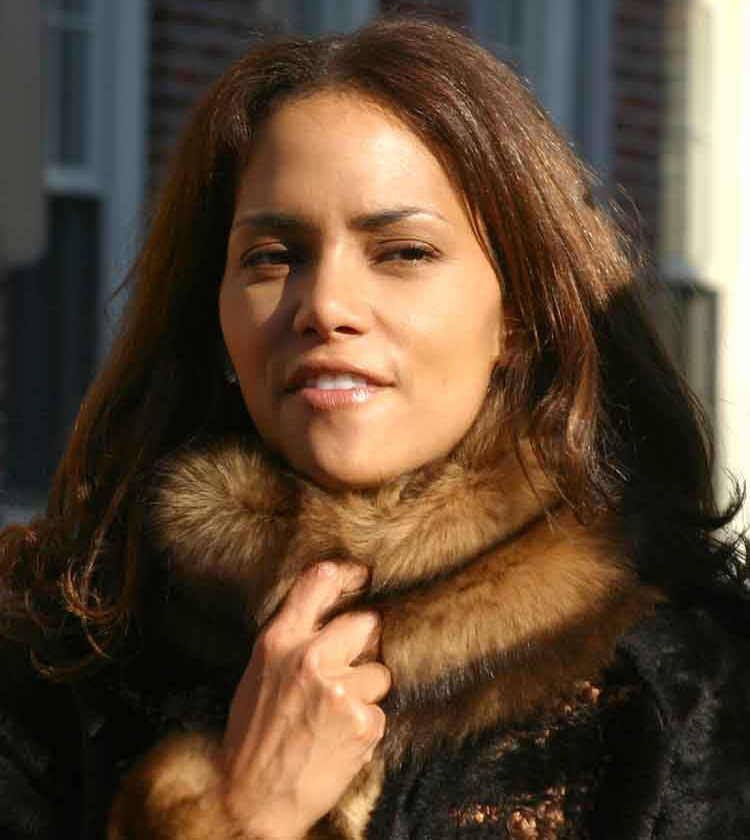
Berry trong cuộc diễu hành Hasty Pudding Woman of the Year, Cambridge, MA tháng 2 năm 2006

Berry nói rằng cách thức mà người ta phản ứng với chị do sắc tộc của chị thường là kết quả của sự thiếu hiểu biết. Việc tự nhận biết bản thân của riêng chị là do ảnh hưởng của mẹ chị.

Sau khi có nhiều cuộc nói chuyện với mẹ tôi về vấn đề này, bà ấy đã củng cố điều mà bà ấy đã luôn luôn dạy tôi. Bà nói rằng ngay cả khi con là nửa đen nửa trắng, thì ở nước này con cũng vẫn bị phân biệt đối xử như là một người da đen. Khi nhìn con, người ta sẽ không biết là con có một người mẹ da trắng, trừ khi con mang một dấu hiệu trên trán. Và, ngay cả khi họ đã biết, thì nhiều người vẫn tin rằng nếu con có một ounce máu đen trong người thì con là người da đen. Vì vậy, do đó, tôi quyết định để cho người ta phân loại tôi theo cách mà họ cần.

Khi thu hình talkshow Tonight Show with Jay Leno ngày 19.10.2007, Berry đã để lộ ra hình ảnh méo mó của khuôn mặt mình và nhận xét rằng: "Đây là nơi tôi trông
giống như người anh em Do Thái của tôi!" Khi biên tập chương trình, lời nhận xét trên đã được che bởi một dải ghi tiếng cười. Berry sau đó nói: "Điều đã xảy ra là trong lúc tôi còn trong hậu trường trước show diễn, và tôi có ba cô gái người Do Thái làm việc cho tôi. Chúng tôi đã soát lại mọi hình ảnh để xem những cái nào trông ngớ ngẩn, và một cô bạn Do Thái của tôi nói [về hình có mũi to] rằng "Đó có thể là người anh em họ Do Thái của chị!' Và tôi đoán lời đó in rõ trong tâm trí tôi, và đột nhiên nó buột ra khỏi miệng tôi. Nhưng tôi không có ý xúc phạm bất cứ ai. Tôi không có ý đó. Tôi không có ý làm hại ai. –.... và sau show diễn tôi nhận ra rằng lời nhận xét trên có thể được xem như xúc phạm, vì vậy tôi đã yêu cầu Jay Leno xóa đi, và ông đã xóa".
Berry đã tham gia vào một đợt vận động cho Barack Obama trong tháng 2 năm 2008, và nói rằng chị "sẽ lượm hết các ly bằng giấy khỏi mặt đất để làm sạch đường cho ông đi".
Tháng 10 năm 2008, Berry được chọn là "phụ nữ sexy nhất còn sống" (mest sexede kvinde Alive) của tạp chí Esquire, chị nói rằng: "Tôi không biết chính xác điều này có ý nghĩa gì, nhưng (tôi đã) 42 tuổi và vừa mới có con, tôi nghĩ rằng mình sẽ nhận danh hiệu này".

## Phim mục
| Năm  | Tên phim                      | Vai diễn                     | Ghi chú |
| ---- | ----------------------------- | ---------------------------- | --- |
| 1989 | Living Dolls                  | Emily Franklin               | TV (đã hủy bỏ sau 13 tập) |
| 1991 | Amen                          | Claire                       | TV series, tập: "Unforgettable" |
| 1991 | A Different World             | Jaclyn                       | TV series, tập: "Love, Hillman-Style" |
| 1991 | They Came from Outer Space    | Rene                         | TV series, tập: "Hair Today, Gone Tomorrow" |
| 1991 | Knots Landing                 | Debbie Porter                | TV (thành viên đoàn diễn viên năm 1991) |
| 1991 | Jungle Fever                  | Vivian                       | Đề cử—Giải của Hiệp hội phê bình phim Chicago cho nữ diễn viên phụ xuất sắc nhất Đề cử— Giải của Hiệp hội phê bình phim Chicago cho nữ diễn viên triển vọng nhất |
| 1991 | Strictly Business             | Natalie                      | |
| 1991 | The Last Boy Scout            | Cory                         | |
| 1992 | Boomerang                     | Angela Lewis                 | |
| 1993 | Alex Haley's Queen            | Queen                        | NAACP Image Award for Outstanding Actress in a Television Movie, Mini-Series or Dramatic Special |
| 1993 | CB4                           | bản thân                     | Cameo |
| 1993 | Father Hood                   | Kathleen Mercer              | |
| 1993 | The Program                   | Autumn Haley                 | |
| 1994 | The Flintstones               | Sharon Stone                 | |
| 1995 | Solomon & Sheba               | Nikhaule/Queen Sheba         | TV |
| 1995 | Losing Isaiah                 | Khaila Richards              | |
| 1996 | Executive Decision            | Jean                         | |
| 1996 | Race the Sun                  | Miss Sandra Beecher          | |
| 1996 | Girl 6                        |                              | Cameo |
| 1996 | The Rich Man's Wife           | Josie Potenza                | |
| 1997 | B*A*P*S                       | Nisi                         | |
| 1998 | The Wedding                   | Shelby Coles                 | TV |
| 1998 | Bulworth                      | Nina                         | |
| 1998 | Why Do Fools Fall in Love     | Zola Taylor                  | |
| 1999 | Introducing Dorothy Dandridge | Dorothy Dandridge            | Primetime Emmy Award for Outstanding Lead Actress in a Miniseries or a Movie Golden Globe Award for Best Actress – Miniseries or Television Film Screen Actors Guild Award for Outstanding Performance by a Female Actor in a Miniseries or Television Movie NAACP Image Award for Outstanding Actress in a Television Movie, Mini-Series or Dramatic Special |
| 2000 | X-Men                         | Ororo Munroe/Storm           | |
| 2000 | Welcome to Hollywood          |                              | Phim tài liệu |
| 2001 | Swordfish                     | Ginger Knowles               | NAACP Image Award for Outstanding Actress in a Motion Picture |
| 2001 | Monster's Ball                | Leticia Musgrove             | Giải Oscar cho nữ diễn viên chính xuất sắc nhất Black Reel Award for Best Actress Giải NBRMP cho nữ diễn viên chính xuất sắc nhất Giải Gấu bạc cho nữ diễn viên xuất sắc nhất Screen Actors Guild Award for Outstanding Performance by a Female Actor in a Leading Role Đề cử—Giải BAFTA cho nữ diễn viên chính xuất sắc nhất Đề cử—Giải của Hiệp hội phê bình phim Chicago cho nữ diễn viên chính xuất sắc nhất Đề cử—London Film Critics Circle Award for Best Actress Đề cử—Giải Quả cầu vàng cho nữ diễn viên phim chính kịch xuất sắc nhất Đề cử—MTV Movie Award for Best Performance - Female Đề cử—Satellite Award for Best Actress - Motion Picture Drama |
| 2002 | Die Another Day               | Giacinta 'Jinx' Johnson      | NAACP Image Award |
| 2003 | X2: X-Men United              | Ororo Munroe/Storm           | |
| 2003 | Gothika                       | Miranda Grey                 | Teen Choice Awards for Choice Movie Actress - Drama/Action Adventure Đề cử - Black Reel Award for Best Actress Đề cử - Kids Choice Award for Best Favorite Actress Đề cử - Image Award for Outstanding Actress in a Motion Picture Đề cử - MTV Movie Award for Best Female Performance |
| 2004 | Catwoman                      | Patience Phillips / Catwoman | Giải Mâm xôi vàng cho diễn viên nữ chính tồi nhất |
| 2005 | Their Eyes Were Watching God  | Janie Starks                 | Đề cử —Black Reel Award for Best Actress: T.V. Movie/Cable Đề cử —Golden Globe Award for Best Actress – Miniseries or Television Film Đề cử —NAACP Image Award for Outstanding Actress in a Television Movie, Mini-Series or Dramatic Special Đề cử —Primetime Emmy Award for Outstanding Lead Actress in a Miniseries or a Movie |
| 2005 | Robots                        | Cappy                        | (giọng nói) |
| 2006 | X-Men: The Last Stand         | Ororo Munroe/Storm           | |
| 2007 | Perfect Stranger              | Rowena Price                 | |
| 2007 | Things We Lost in the Fire    | Audrey Burke                 | |
| 2010 | Frankie and Alice             | Frankie/Alice                | Giải của Hiệp hội các nhà phê bình phim Mỹ gốc Phi cho nữ diễn viên chính xuất sắc nhất NAACP Image Award for Outstanding Actress in a Motion Picture Đề cử —Giải Quả cầu vàng cho nữ diễn viên phim chính kịch xuất sắc nhất |
| 2011 | Dark Tide                     | Kate Mathieson               | |
| 2013 | The Call"                     | Jordan Turner                | |
| 2022 | Trăng rơi                     | Jocinda "Jo" Fowler          | |

## Giải thưởng
| Năm  | Giải thưởng                | Thể loại                                                           | Phim                          | Kết quả   |
| ---- | -------------------------- | ------------------------------------------------------------------ | ----------------------------- | --------- |
| 1995 | NAACP Image Awards         | Outstanding Actress in a TV Movie, Mini-Series or Dramatic Special | Alex Haley's Queen            | Đoạt giải |
| 2000 | Primetime Emmy Award       | Outstanding Lead Actress – Miniseries or Movie                     | Introducing Dorothy Dandridge | Đoạt giải |
| 2000 | Giải Quả cầu vàng          | Best Actress – Miniseries or TV Movie                              | Introducing Dorothy Dandridge | Đoạt giải |
| 2000 | Screen Actors Guild Awards | Best Actress – Miniseries or TV Movie                              | Introducing Dorothy Dandridge | Đoạt giải |
| 2000 | Black Reel Awards          | Best Actress in a TV Movie/Mini-Series                             | Introducing Dorothy Dandridge | Đoạt giải |
| 2000 | NAACP Image Awards         | Outstanding Actress in a TV Movie, Mini-Series or Dramatic Special | Introducing Dorothy Dandridge | Đoạt giải |
| 2001 | Giải Oscar                 | Nữ diễn viên chính xuất sắc nhất                                   | Monster's Ball                | Đoạt giải |
| 2001 | Giải Gấu bạc               | Nữ diễn viên xuất sắc nhất                                         | Monster's Ball                | Đoạt giải |
| 2001 | Screen Actors Guild Awards | Best Actress – Motion Picture                                      | Monster's Ball                | Đoạt giải |
| 2001 | Giải BAFTA                 | Nữ diễn viên chính xuất sắc nhất                                   | Monster's Ball                | Đề cử     |
| 2001 | Giải Quả cầu vàng          | nữ diễn viên phim chính kịch xuất sắc nhất                         | Monster's Ball                | Đề cử     |
| 2001 | Giải NBRMP                 | Giải NBRMP cho nữ diễn viên chính xuất sắc nhất                    | Monster's Ball                | Đoạt giải |
| 2002 | Black Reel Awards          | Nữ diễn viên chính xuất sắc nhất                                   | Monster's Ball                | Đoạt giải |
| 2002 | NAACP Image Award          | NAACP Image Award for Outstanding Actress in a Motion Picture      | Swordfish                     | Đoạt giải |
| 2002 | BET Awards                 | Nữ diễn viên chính xuất sắc nhất                                   |                               | Đoạt giải |
| 2003 | BET Awards                 | Nữ diễn viên chính xuất sắc nhất                                   |                               | Đề cử     |
| 2003 | NAACP Image Award          | Nữ diễn viên phụ xuất sắc                                          | Die Another Day               | Đoạt giải |
| 2003 | FHM 100 phụ nữ sexy nhất   | phụ nữ sexy nhất thế giới                                          |                               | Đoạt giải |
| 2004 | NAACP Image Award          | Nữ diễn viên chính xuất sắc                                        | Gothika                       | Đề cử     |
| 2004 | BET Awards                 | Nữ diễn viên chính xuất sắc nhất                                   |                               | Đoạt giải |
| 2004 | Giải Mâm xôi vàng          | diễn viên nữ chính tồi nhất                                        | Catwoman                      | Đoạt giải |
| 2005 | BET Awards                 | Nữ diễn viên chính xuất sắc nhất                                   |                               | Đề cử     |
| 2005 | Primetime Emmy Award       | Outstanding Lead Actress – Miniseries or a Movie                   | Their Eyes Were Watching God  | Đề cử     |
| 2006 | NAACP Image Award          | Outstanding Supporting Actress – TV series                         | Their Eyes Were Watching God  | Đề cử     |
| 2006 | Giải Quả cầu vàng          | Best Actress – Miniseries or TV Movie                              | Their Eyes Were Watching God  | Đề cử     |
| 2007 | People's Choice Awards     | Favorite Female Action Hero                                        | X-Men: The Last Stand         | Đoạt giải |
| 2008 | BET Awards                 | Nữ diễn viên chính xuất sắc nhất                                   |                               | Đoạt giải |
| 2009 | Spike Guys' Choice Awards  | Decade of Hotness Award                                            |                               | Đoạt giải |
| 2011 | Giải Quả cầu vàng          | Best Actress – Motion Picture Drama                                | Frankie and Alice             | Đề cử     |
| 2011 | NAACP Image Awards         | NAACP Image Award for Outstanding Actress in a Motion Picture      | Frankie and Alice             | Đoạt giải |

## Sách viết về Berry
- Banting, Erinn. Halle Berry, Weigl Publishers, 2005 – ISBN 1-59036-333-7
- Gogerly, Liz. Halle Berry, Raintree, 2005 – ISBN 1-4109-1085-7
- Naden, Corinne J. Halle Berry, Sagebrush Education Resources, 2001 – ISBN 0-613-86157-4
- O'Brien, Daniel. Halle Berry, Reynolds & Hearn, 2003 – ISBN 1-903111-38-2
- Sanello, Frank. Halle Berry: A Stormy Life, Virgin Books, 2003 – ISBN 1-85227-092-6
- Schuman, Michael A. Halle Berry: Beauty Is Not Just Physical, Enslow, 2006 – ISBN 0-7660-2467-9